# Runyon Rock
Der Runyon Rock ist ein markanter Felsvorsprung im westantarktischen Marie-Byrd-Land. In den Crary Mountains ragt er an der Nordseite des Boyd Ridge auf.
Der United States Geological Survey kartierte ihn anhand eigener Vermessungen und Luftaufnahmen der United States Navy aus den Jahren von 1959 bis 1966. Das Advisory Committee on Antarctic Names benannte ihn 1975 nach William E. Runyon, Bauelektriker der US Navy auf der Amundsen-Scott-Südpolstation in den Jahren 1969 und 1974.